# بخش تورساس
بخش تورساس (به سوئدی: Torsås kommun) یک ناحیه شهری در سوئد است که در شهرستان کالمار واقع شده‌است.